# Herminia flavicrinalis
Herminia flavicrinalis is een vlinder uit de familie van de spinneruilen (Erebidae). De wetenschappelijke naam van de soort is voor het eerst geldig gepubliceerd in 1910 door Andreas.
Deze nachtvlinder komt voor in Europa.